# エファテ島

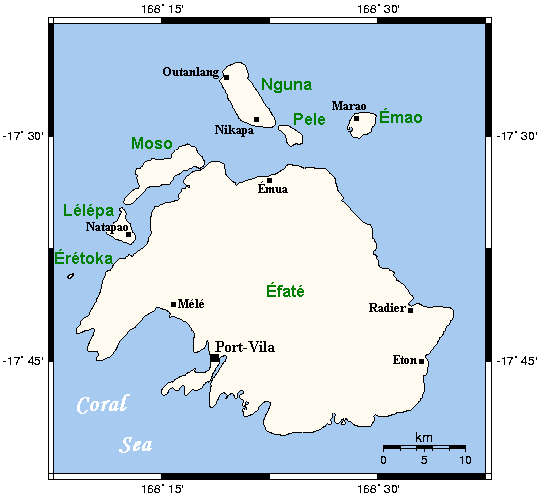
地図

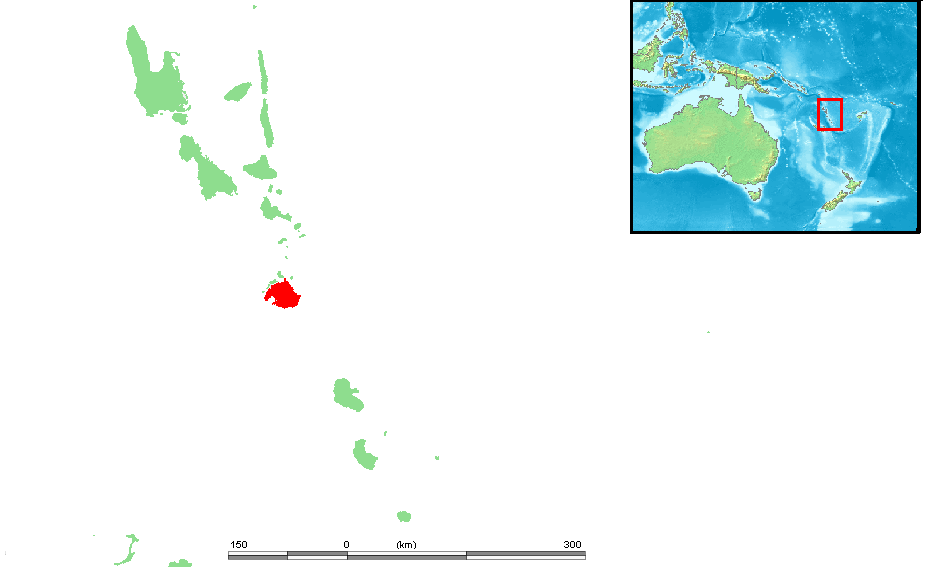
場所

エファテ島 (Efate) は、バヌアツ共和国、シェファ州の島。東経168度36分、南緯16度69分に位置する。 Île Vate として知られる。バヌアツで最も人口の多い島（約50,000人）であり、陸地面積は899.5 km2、マレクラ島に次いで3番目に大きな島である。エファテ島の住民の大半はバヌアツの首都であるポートビラで暮らす。最大標高は647mである。
第二次世界大戦中に、エファテ島はアメリカ軍の基地として重要な役割を果たした。

## 外部リンク

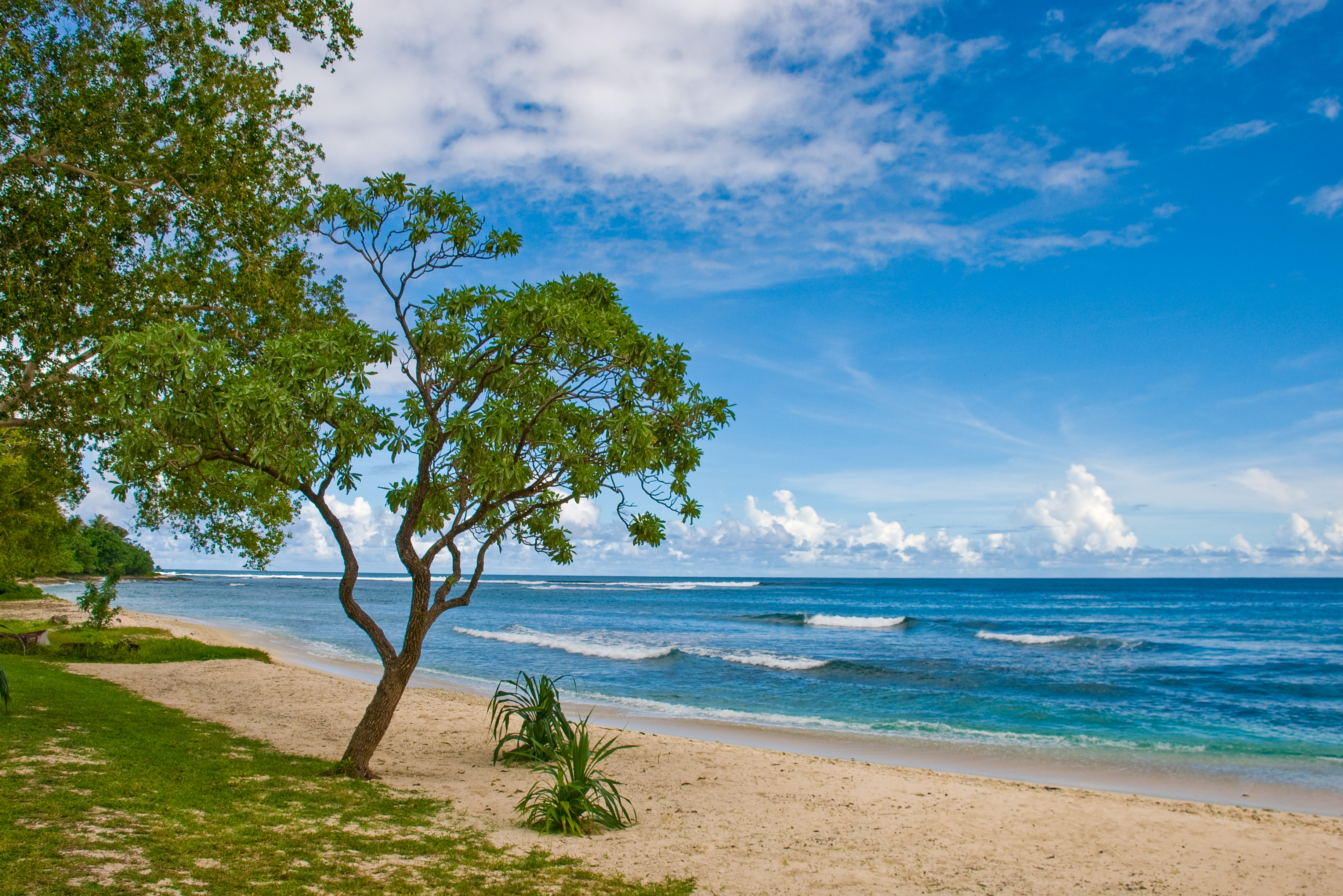
エラタップ